# Ladirat

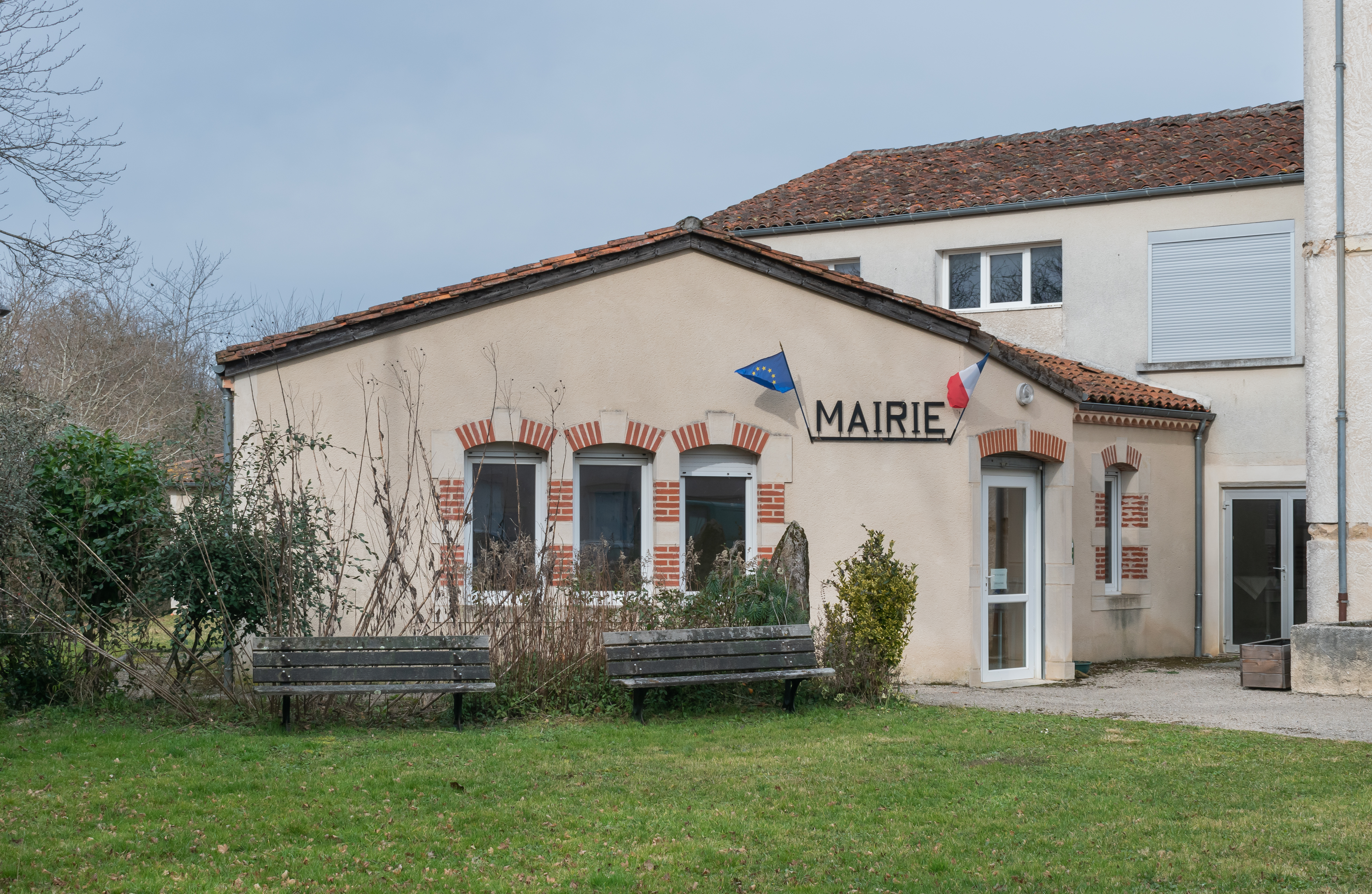
Das Rathaus (franz. la mairie) von Ladirat

Ladirat ist eine französische Gemeinde mit 89 Einwohnern (Stand 1. Januar 2022) im Département Lot in der Region Okzitanien. Sie gehört zum Kanton Saint-Céré und zum Arrondissement Figeac.
1925 wurde Ladirat als neue eigenständige Gemeinde aus Terrou ausgegliedert.
An der östlichen Gemeindegrenze verläuft der Fluss Bave, im Westen sein Zufluss Biarque.
Nachbargemeinden sind Latouille-Lentillac im Norden, Gorses im Osten, Terrou im Süden, Molières im Südwesten und Saint-Paul-de-Vern im Westen.

## Bevölkerungsentwicklung
| Jahr      | 1962 | 1968 | 1975 | 1982 | 1990 | 1999 | 2008 | 2018 |
| --------- | ---- | ---- | ---- | ---- | ---- | ---- | ---- | ---- |
| Einwohner | 187  | 178  | 158  | 161  | 132  | 117  | 115  | 96   |